# Nodulair gietijzer

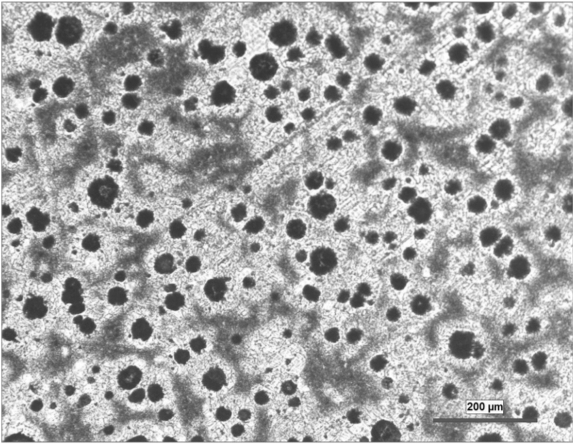
Gepolijst en geëtst nodulair gietijzer van een nokkenas van een grasmaaier. (vergroting 100 maal)

Nodulair gietijzer (GJS) is een gietijzersoort waarbij de vrije, ongebonden koolstof in de vorm van nodulen (bolvormen) aanwezig is in het gestolde gietijzer. De afkorting GJS staat voor G = Giet, J = IJzer, S = nodulair-vorming (S van spherical).
De nodulen worden gevormd door toevoeging van 0,05% magnesium. De mechanische eigenschappen van dit materiaal benaderen de eigenschappen van gietstaal.
Door het toevoegen van een aantal andere legeringselementen kunnen de eigenschappen van het materiaal sterk beïnvloed worden.
Tevens kan de matrix worden beïnvloed door het toepassen van warmtebehandeling.
Deze materiaalsoort wordt veelvuldig toegepast in met name de grondverzet- en machine-industrie en voor appendages in de leidingbouw. Ook nieuwe bovenassen voor windmolens worden ervan gemaakt.
| Legering                   | %Fe | %C          | %Si         | %Mn         | %S        | %P        |
| -------------------------- | --- | ----------- | ----------- | ----------- | --------- | --------- |
| Nodulair gietijzer (GGG70) |     | 3,40 – 3,85 | 2,30 – 3,10 | 0,10 – 0,30 | max. 0,02 | max. 0,10 |

## Geschiedenis
Nodulair gietijzer werd gedurende de Tweede Wereldoorlog ontwikkeld in Engeland en de Verenigde Staten. In de jaren 50 en 60 van de 20e eeuw werd het geleidelijk ingevoerd als constructiemateriaal in specifieke toepassingen. Het materiaal verdrong, te beginnen in de Verenigde Staten, het temperijzer in een toenemend aantal toepassingen.

## Gradering van nodulair gietijzer (handelsnaam vlgs. DIN)
| basissymbool                    | voorbeeld | omschrijving |
| ------------------------------- | --------- | --- |
| GGG                             | GGG40     | Ferritisch gietijzer (nodulair) met een minimum treksterkte van 0,4 kN/mm2 |
| ---                             | GGG50     | Ferritisch/Perlitisch gietijzer (nodulair) met een minimum treksterkte van 0,5 kN/mm2 |
| ---                             | GGG60     | Perlitisch gietijzer (nodulair) met een minimum treksterkte van 0,6 kN/mm2 |
| ---                             | GGG70     | Perlitisch gietijzer (nodulair) met een minimum treksterkte van 0,7 kN/mm² |
| ---                             | GGG80     | Perlitisch gietijzer (nodulair) met een minimum treksterkte van 0,8 kN/mm² |
| Hooggelegeerde Gietijzersoorten | ADI       | Austenitic Ductile Iron met een hoog nikkel- molybdeengehalte en een zeer hoge drukbestendigheid met een minimum treksterkte van 1,0 kN/mm2 (verkregen door een gloeibehandeling waarna afkoeling in een zoutbad plaatsvindt ). |
| ---                             | SIMO      | Ferritisch gietijzer met een hoog silicium- en molybdeengehalte voor corrosiebestendigheid |